# Іррегулярні війська

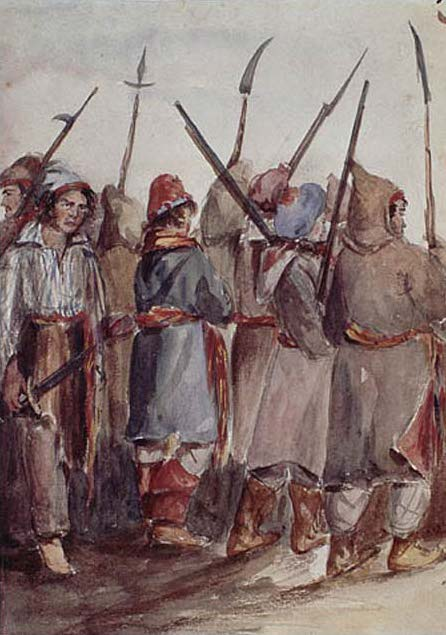
Солдати іррегулярних підрозділів у Богарнуа, Квебек, Нижня Канада, 19 століття.

Іррегулярні війська (також нерегулярні) — це будь-який нестандартний військовий підрозділ, який не належить до національних збройних сил країни. Наразі існують значні розбіжності в тому, що має підпадати під цей термін. «Нестандартність» може стосуватися типу військової організації або тактики, яку застосовує даний підрозділ. Іррегулярна військова організація — це організація, яка не входить до складу регулярної армії. Такі організації можна назвати військом, групою, підрозділом, колоною, бандою або силою. Солдати, які входять або до складу цих організацій, або до складу спеціальних військових підрозділів, які застосовують нестандартну військову тактику, називаються іррегулярними. Це стосується як піхотних, так і кавалерійських підрозділів.
Іррегулярна війна — це війна, під час якої застосовується тактика, яку зазвичай використовують іррегулярні військові організації. Тобто уникнення великомасштабних боїв натомість здійснення невеликих і прихованих атак, часто із застосуванням тактики бий-біжи.

## Регулярні та іррегулярні війська
Слова «регулярний» та «іррегулярний» використовувалися для опису бойових сил протягом сотень років, зазвичай з невеликою двозначністю. Державна військова ієрархія дуже чітко обумовлює визначення регулярної армії, а будь-хто, хто воює поза нею, крім офіційних воєнізованих формувань, є іррегулярними. На випадок сумніву в легітимності армії чи її опонентів створено деякі юридичні визначення. 
Міжнародне гуманітарне право визначає «іррегулярні сили» як категорію осіб-комбатантів, що входять до складу озброєних сил сторони в збройному конфлікті (міжнародному чи внутрішньому), але не належать до регулярних сил цієї сторони та діють всередині або за межами власної території, навіть якщо ця територія окупована.
В Третій Женевській конвенції 1949 року термін «регулярні збройні сили» застосовується в якості критичної відмінності. Міжнародний комітет Червоного Хреста є неурядовою організацією, яка в першу чергу відповідає за розробку та успішне виконання Третьої Женевської конвенції про поводження з військовополоненими та найбільше пов'язана з нею. МКЧХ надав коментар, у якому говориться, що «регулярні збройні сили» мають відповідають чотирьом умовам Гаазьких конвенцій. Іншими словами, «регулярні сили» повинні відповідати наступним критеріям:
- бути під керівництвом особи, відповідальної за своїх підлеглих перед стороною конфлікту;
- мати фіксовані знаки розрізнення, впізнавані на відстані;
- відкрито носити зброю;
- здійснювати операцій відповідно до законів і звичаїв війни.

Бойові сили, які не відповідають цим критеріям, називаються «іррегулярними силами».

## Інші назви іррегулярних військових формувань
Майже всі іррегулярні підрозділи були створені для надання тактичної переваги регулярним військам. Незалежно від того, чи були вони піратськими силами, які, від імені своїх європейських покровителів, атакували судноплавні шляхи колоній Нового Світу, чи допоміжними військами, які використовувалися як витратний матеріал при допомозі більш дорогим і професійно підготовленим підрозділам. Як правило для цивільного громадянина обійти законні підстави вступити до війська та самому взяти до рук зброю — це крайній захід. Саме мотивація бійців таких підрозділів часто використовується для визначення поняття «іррегулярні війська». Різні терміни, засновані на політичних та емоційних асоціаціях, входять і виходять із ужитку. Ось список таких визначень, упорядкований від найранішого до пізнішого:
- Допоміжні війська[en] — іноземні або союзні війська, набрані з провінційних регіонів, які доповнюють регулярну армію. В імператорській римській армії[en] було звичним утримувати приблизно стільки ж допоміжних військ, як і легіонерів[en].
- Військовозобов'язані часів середньовіччя — вільні селяни та ті, які належали феодалам, підлягали призову на короткострокову військову службу[8].
- Корсари — приватна особа або корабельна команда, яка на підставі каперського свідоцтва уповноважена та спонсорована урядом для нападу на іноземні судна під час війни та знищення або порушення матеріально-технічного забезпечення противника в мирний час. Замість атакувати солдатів супротивника, часто нападали на торговельні кораблі[9].
- Революціонери — учасники революції, незалежно від того військові вони чи ні[10].
- Партизанські війни — під час них застосовують нетрадиційну військову тактику. Як правило цей термін відноситься до груп, які беруть участь у відкритому конфлікті, а не підпільному русі опору. Він був придуманий під час Піренейської війни Іспанії проти Франції[11].
- Монтонерас[en] — тип іррегулярних військ, які сформувалися в 19 столітті в Латинській Америці.
- Франктирери[en] — французькі іррегулярні сили часів франко-прусської війни. Цей термін також використовується в міжнародних правових справах як синонім непривілейованого комбатанта[12] (наприклад, справа із заручниками[en] 1947—1948 років).
- Міліція — військова сила, що складається зі звичайних громадян.
- Орденансас[en] — португальська територіальна міліційна система, що існувала з 16 до 19 століття. Починаючи з 17 століття вона виконувала функцію місцевої оборонної сили та мобілізаційної системи, яка забезпечувала регулярне військо та ополчення новобранцями.
- Партизанські загони — у 20 столітті вагома частина руху опору. У 18 та 19 століттях місцеві військові загони використовували іррегулярну тактику. Часто термін використовується для позначення рухів опору державам осі під час Другої світової війни.
- Рух опору — тип іррегулярної армії, яка бореться за свободу для них самих або інших.
- Парамілітарні формування — іррегулярні збройні сили, які претендують на офіційний статус.
- Терористи — іррегулярні військові, чиї атаки здебільшого націлені на цивільних осіб та інших некомбатантів з метою отримання політичного впливу. Термін майже завжди вживається зневажливо. Незважаючи на досить чітке визначення, його застосування часто викликає суперечки.
- Операції під фальшивим прапором або псевдооперації — операції, при яких війська однієї сторони конфлікту одягаються у форму одягу військ іншої сторони, щоб дискредитувати ворожу сторону та позбавити її підтримки. Наприклад, бійці 150-ї танкової бригади Ваффен-СС під керівництвом Отто Скорцені в операції Грейф під час контрнаступу німецьких військ в Арденнах у Другій світовій війні та Селуські скаути під час громадянської війни в Родезії.
- Інсургенти — альтернативний термін для позначення членів іррегулярного війська. Скоріше відноситься до членів підпільних груп (Іракські повстанці (2003-2011)), ніж до більших повстанських організацій (Революційні збройні сили Колумбії).
- Бандити — організовані групи, що чинять злочини проти громадської безпеки.
- Найманці або «солдати удачі» — особи, які, як правило, не є громадянами країни-учасниці збройного конфлікту, не перебувають на службі в регулярній армії та загалом не є стороною збройного конфлікту, але беруть участь у збройному конфлікті з грошових мотивів або особистої вигоди. Найманців використовують як комбатантів у збройній боротьбі, в якості додаткової робочої сили або інструкторів з підготовки, тобто купляють їхній досвід в обмін на гроші, матеріальні цінності або, рідше, політичну владу. Найманці часто є досвідченими бійцями, колишніми військовослужбовцями регулярних армій, які вирішили продати свій бойовий досвід та навички зацікавленій стороні або тому, хто запропонує більшу плату. Відомі історичні приклади професійних та добре організованих найманців: італійські кондотьєри або «контрактори»; армії «вільних агентів», які надавали свої послуги різним італійським містам-державам[en] і папській державі часів пізнього середньовіччя та епохи Відродження в обмін на прибуток, землю чи владу. Однак не всі солдати, які вважаються «найманцями», є «професійними» найманцями. Багато з них можуть бути просто опортуністами або особами без бойового досвіду. Існує дискусійне питання, чи є комбатант насправді «найманцем», оскільки фінансові та національні інтереси часто перетинаються, а більшість постійних регулярних армій також надають своїм солдатам певну форму оплати. Крім того, як зазначено в Женевській конвенції, «найманці» є менш захищеними, ніж «ненайманці» згідно законів і звичаїв війни. До того ж нині більшість країн криміналізували «найманську діяльність».

Можуть виникнути інтенсивні дискусії щодо того, який термін використовувати для позначення конкретного іррегулярного формування. Надавання переваги одному терміну над іншим може спровокувати конфліктну ситуацію.
Межа між регулярними та іррегулярними військовими дуже тонка. Ізольовані підрозділи регулярної армії, які протягом тривалого періоду часу змушені діяти без постійної підтримки, можуть деградувати до іррегулярних. І навпаки, в міру того, як іррегулярна армія стає більш успішною та досвідченішою, вона може (за способом ведення війни та рівнем кваліфікації) перетворитися на регулярний підрозділ ще до того, як стане новою регулярною армією у випадку своєї перемоги.

## Регулярні військові підрозділи, які використовують іррегулярну військову тактику
Більшість армійських офіцерів і військових функціонерів скептично ставляться до використання іррегулярних військових сил і вважають їх ненадійними, такими, що мають сумнівну військову корисність і схильні до жорстокості під час ведення бойових дій, що може призвести до актів помсти з боку місцевого населення. Зазвичай такі сили створюються за межами регулярних військових одиниць, як-от британське Управління спеціальних операцій під час Другої світової війни, а також Управління спеціальних акцій ЦРУ. Однак іноді, наприклад, від відчаю, регулярні військові формування вдаються до партизанської тактики, щоб забезпечити собі безпечний простір навколо, а також щоб виграти час, зв’язуючи сили супротивника (атаки на лінії зв’язку та комунікації тилу, як наприклад, 43-й батальйон кавалерії Вірджинії під час Громадянської війни в США та Чиндіти в часи Другої світової війни).
Сили спеціальних операцій армії США навчаються застосувати іррегулярну військову тактику, незважаючи на те, що вони є частиною регулярної армії. Однак загалом термін «спецназ» не означає сили, які навчені боротися як партизани та повстанці. Спочатку спецназ ССО створювався, щоб залишатися боєздатним підрозділом в тилу ворога в разі перемоги комуністів у Європі чи деінде, на базі якого можна було б побудувати рух опору. Спецпідрозділи США та відділ спеціальної діяльності ЦРУ походять від бійців Управління стратегічних служб часів Другої світової війни, яким було поставлено завдання надихати, навчати, озброювати та керувати рухами опору в окупованій Німеччиною Європі та окупованій Японією Азії.
У Фінляндії добре навчені війська легкої піхоти сіссі застосовуються як іррегулярний підрозділ — займаються розвідкою, диверсіями та партизанською війною в тилу ворога.

## Ефективність
Хоча моральний дух, підготовка та екіпіровка окремих бійців іррегулярних підрозділів можуть варіюватися від дуже поганої до відмінної, завжди відчувається недостача групової підготовки, злагодженості та колективного спорядження. Це робить іррегулярні війська неефективними в прямому бою на лінії фронту проти регулярних збройних сил. За інших рівних умов у великих боях між регулярними та іррегулярними підрозділами зазвичай з великою перевагою перемогу отримують регулярні війська.
Окрім безпосередньої участі в бойових діях, іррегулярні солдати можуть відмінно виконувати безліч інших завдань: розвідка, прикриття регулярних підрозділів, неочікувані атаки ворожих сил, переслідування ворога та постійне тримання в напрузі, ар’єргардні дії, атаки ворожих підрозділів постачання, диверсії, рейди, засідки та підпільний рух опору. За вмінням і виучкою досвідчені іррегулярні війська часто перевершують регулярну армію. Відомі випадки, коли, уникаючи великих битв, іррегулярні війська переслідували висококласні армії до повного знищення. 
Загальний ефект іррегулярних акцій часто недооцінюється. Оскільки військові дії іррегулярних військ часто бувають незначними та неофіційними, про них не згадують і навіть не помічають. Деякі воєнні історики виключають усі іррегулярні війська при підрахунку дружніх військ, але включають їх до переліку ворожих військ. Але це може бути зроблено неумисно. Підрахунок дружніх військ часто ґрунтувався на офіційних списках регулярної армії, які виключали неофіційні сили, тоді як сила ворога часто виходила з візуальних оцінок, де відрізнити регулярні та іррегулярні війська було неможливо. Якщо іррегулярні сили перемагали регулярні армії, то часто записи про поразку губилися в хаосі, що наставав після розгрому. 

## Історичне підґрунтя

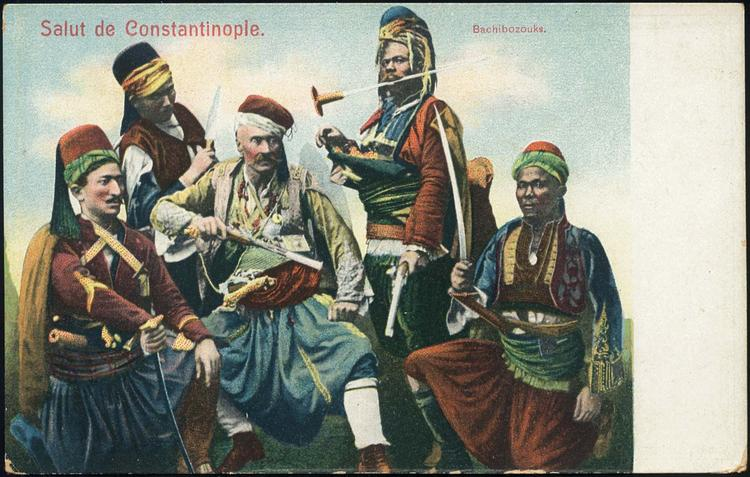
Башибазуки. Османська листівка.

Під визначенням «іррегулярна армія» розуміють протилежність «регулярній армії». Історично іррегулярні підрозділи розвинулися з особистої охорони або елітного ополчення. У античних війнах більшість цивілізованих народів у значній мірі покладалися на іррегулярні війська, щоб у критичний час збільшити свою невелику регулярну армію. Навіть у найрозвиненіших цивілізаціях іррегулярні війська зазвичай за кількістю переважали регулярну армію.
В деяких племенах армії іррегулярних військ були сформовані з місцевих або сусідніх культур, особливо з тих, які все ще мали активну мисливську традицію, бо це означало наявність у бійців базової підготовки. Регулярні війська становили основу армії, її «хребет» у великих битвах, а іррегулярні — виконували усі супутні бойові обов'язки.
Відомими прикладами співпраці регулярних та іррегулярних військ є загони башибазуків у Османській імперії, германські допоміжні когорти у Римській імперії, козаки в Російській імперії та індіанські війська на західному кордоні Конфедеративних Штатів Америки.
Згубну поразку римлян у битві в Тевтобурзькому лісі можна пояснити відсутністю підтримки іррегулярних сил — супроводжували вторгнення в германські землі лише кілька ескадронів легкої кавалерії, коли зазвичай кількість федератів і допоміжних військ дорівнювала кількості регулярних легіонів. Під час цієї кампанії більшість іррегулярних військ було набрано з місцевих і вони одразу перейшли на бік германських племен на чолі з колишнім римським ауксилієм Армінієм.
Іррегулярні війська стали ще більшою частиною римської армії під час занепаду Римської імперії. Наприкінці існування Західної Римської імперії кількісна різниця між регулярними римськими військами та варварами була невеликою.
Після того, як Наполеон модернізував своє військо винаходом військової повинності, Піренейська війна у 1808 році під проводом іспанців проти французьких загарбників стала першим сучасним прикладом партизанської війни. Саме в цей час був придуманий термін «партизан».
Оскільки промислова революція «висушила» традиційне джерело поповнення іррегулярних військ, державні інституції були змушені взяти на себе обов’язок створення та підготовки подібних підрозділів, використовуючи спеціально навчені регулярні армійські частини. Прикладом є легка піхота в британській армії.

## Іррегулярні підрозділи в Британській Індії
До 1857 року Британська Ост-Індійська компанія утримувала велику кількість кавалерійських і піхотних полків, які офіційно називалися «іррегулярними», хоча це були постійно функціонуючі підрозділи. Вони були гірше підготовленими й мали в своєму складі менше британських офіцерів (іноді лише три або чотири на полк), ніж «регулярні» сипаї на британській службі. Ця система дала можливість індійським офіцерам отримати більше відповідальності, ніж їхні колеги в регулярних полках. В той час просування по службі як індійських, так і британських офіцерів відбувалося за ефективність та енергію на службі, а не за вислугу років, як в інших арміях Ост-Індійської компанії. Індійські бійці іррегулярної кавалерії самостійно забезпечували себе озброєнням та спорядженням (сілладарська кіннота). Такі полки були більш ефективними в польових умовах, хоча не такими вимуштрованими на парадах, ніж їхні колеги з регулярних підрозділів. Також такі іррегулярні підрозділи були дешевшими в комплектуванні та утриманні. У результаті багато бійців пройшли цей вишкіл та влилися в нову індійську армію, яка була організована після великого повстання сипаїв 1857 року.

## Іррегулярні війська в Канаді до 1867 року
До 1867 року військові частини в Канаді складалися з британських добровольчих загонів.
Під час французького правління невеликі місцеві загони добровольців або колоніальні ополчення використовувалися для забезпечення потреб оборони. Під час британського контролю над різними місцевими ополченнями, для підтримки британських регулярних сил у Канаді використовувалася провінційна морська піхота.

## Інші приклади застосування іррегулярних підрозділів
Використання великих іррегулярних сил значною мірою відбувалося в наступних війнах: американська революція, війна за незалежність Ірландії та громадянська війна в Ірландії, франко-прусська війна, громадянська війна в Російській Імперії, друга англо-бурська війна, визвольна війна в Бангладеш, війна у В'єтнамі, громадянська війна в Сирії та особливо німецько-радянська війна Другої світової війни, де сотні тисяч партизан воювали з обох сторін.
Китайська народно-визвольна армія починалася як селянська партизанська сила, яка з часом перетворилася на велику регулярну армію. Ця трансформація була передбачена в доктрині «народна війна», в якій іррегулярні сили вважалися здатними вступити в бій з ворогом і заручитися підтримкою населення, але непридатними для утримання захоплених позицій проти регулярної військової сили.

## Приклади іррегулярних військ
- Арматоли — грецькі іррегулярні підрозділи на османській службі.
- Вірменські федаїни — вірменські іррегулярні загони в 1880—1920-х роках.
- Атолльські горяни[en] — єдина легальна та досі існуюча приватна армія[en] в Європі під командуванням герцога Атолла в Шотландії (1777—1783 роки та з 1839 року).
- Банда — іррегулярні італійські підрозділи.
- Баргі — індійська легка кавалерія.
- Башибузуки — іррегулярна наймана піхота в Османській імперії.
- Бушвакери — партизани, які воювали за південь під час Громадянської війни в США.
- Комізари[en] — повстання гугенотів на початку 17 століття в Севеннах.
- Катеран — підрозділи шотландських гірських кланів.
- Хорвати (кавалерія)[en] — легка кіннота в Австрійській імперії.
- Дубати — іррегулярні військові формування в складі італійського Королівського корпусу колоніальних військ, які діяли на території Італійського Сомалі з 1924 по 1941 рік. Назва дубати походить із сомалійської мови, перекладається як білі тюрбани.
- Фідаї — арабською мовою назва низки революційних бойових партій, учасників національно-визвольних рухів, терористичних організацій і груп.
- Флібустьєри[en] — особи, які ведуть війну проти певної держави, якщо їхня особиста країна не бере участь у війні.
- Фрайкор — військові добровольчі загони в німецькомовних країнах, які існували з 18-го до початку 20-го століть.
- Фрейшари — військові добровольці, які беруть участь у конфлікті без офіційного дозволу однієї з воюючих сторін, але за підбурюванням політичної партії чи окремої особи.
- Гум'єри[en] — спочатку — союзники з числа племен, які підтримували Францію в Алжирі в 19 столітті. З 1912 по 1956 рік — марокканські допоміжні війська, які служили у французькій армії.
- Гайдуки — бандити та іррегулярні групи в Османській імперії, які боролися проти неї. Назва зустрічається серед військових звань в Угорщині та Речі Посполитій.
- Гаркі[en] — алжирські мусульманські іррегулярні війська, які служили у французькій армії під час Алжирської війни 1954—1962 років.
- Гайдамаки — прокозацькі іррегулярні підрозділи в Україні (18 ст.).
- Хунхузи[ru] — маньчжурські підрозділи, які служили в іррегулярних військах під час російсько-японської війни (1904—1905 роки).
- Качаки — албанські бандити і повстанці (1880—1930 роки).
- Клефти — грецькі партизани в Османській Греції.
- Легіон Прикордонників[en] — іррегулярна парамілітарна організація, яка була поширена по всій Британській імперії в період до Першої світової війни.
- Махновщина — українська анархістська армія, яка воювала як з білими арміями, так і з більшовиками під час Громадянської війни в Російській Імперії.
- Мачетерос де Хара — парагвайський кавалерійський полк в Чакській війні.
- Мінітемени — американські іррегулярні війська під час Американської революції.
- Пандури — стрільці в 17-му та 18-му століттях, які були на службі Габсбурзької монархії, пізніше стали регулярною піхотою, граничарами.
- Партизанські підрозділи.
- Піндарі[en] — іррегулярні вершники в 18 столітті в Індії.
- Ландштурм[en] — створений едиктом короля Пруссії Фрідріха-Вільгельма III від 21 квітня 1813 року. Найнижчий рівень резервних військ у Пруссії, Німеччині, Австро-Угорщині, Швеції, Швейцарії та Нідерландах.
- Армія визволення Південного В'єтнаму[en] — армія В'єтконгу.
- Раппарі — ірландські партизани (1690-ті роки).
- Армія справедливості[en] — корейські партизанські загони.
- Мужні вершники[en] — іррегулярні війська в іспано-американській війні.
- Українська повстанська Армія.
- Сапатиська Армія Національного Визволення — національно-визвольний рух в Мексиці.
- Зейбеки — османські іррегулярні війська (17—20 ст.)

## Іррегулярні війська в сучасних війнах
Перманентні конфлікти після вторгнення в Ірак, повстання талібів у війні в Афганістані 2001 року, конфлікт у Дарфурі, повстання Армії опору Господа на півночі Уганди, Друга російсько-чеченська війна — всі вони велися майже повністю тільки іррегулярними силами з однієї або з обох сторін.
Відділ управління спеціальних акцій ЦРУ є головним підрозділом Сполучених Штатів зі створення та боротьби з іррегулярними військовими силами. Воєнізовані офіцери ЦРУ створили та успішно очолювали підрозділи з членів племені хмонг під час громадянської війни в Лаосі в 1960-х і 1970-х роках. Також вони організовували та очолювали моджахедів як іррегулярну силу проти Радянського Союзу в Афганістані в 1980-х роках, а також Північний союз, іррегулярні повстанські сили, разом зі спецназом армії США проти Талібану під час війни в Афганістані в 2001 році. Організували та очолювали курдську пешмергу зі спецназом армії США як іррегулярну силу протидії сунітському ісламістському угрупованню Ансар аль-Іслам на кордоні Іраку та Ірану та як іррегулярну силу проти Саддама Хусейна під час війни в Іраку в 2003 році.